# Finlands Børn ta'r en Tørn
Finlands Børn ta'r en Tørn er en dansk dokumentarfilm fra 1940, der er instrueret af Estrid Ott efter eget manuskript.

## Handling
Nyt land opdyrkes af nationaltsindet finsk ungdom.